# Сатерленд (місто)
32°23′37″ пд. ш. 20°39′41″ сх. д. / 32.393611111111° пд. ш. 20.661388888889° сх. д.
Сатерленд (африк. Sutherland) — місто в Північно-Капській провінції, ПАР.

## Загальна характеристика
Сатерленд був заснований у 1858 році. На 2010 рік, чисельність населення становила 2840 осіб. Місто розташоване на західних передгір'ях гірського хребта Роххефелдберг у регіоні Кару. Сатерленд відомий тим, що знаходиться в районі, де бувають найчистіші та темніші ночі у світі, що обумовлено посушливістю місцевості та розташуванням на значній висоті над рівнем моря — 1458 м. З цієї причини неподалік міста розташована Південноафриканська астрономічна обсерваторія з найбільшим у Південній півкулі оптичним телескопом SALT. Біля обсерваторії є вражаючий храм NG Kerk, збудований за часів Англо-бурської війни. Також у місті є музей братів Ніколааса та Вільяма ван Вейк Лоу.

## Клімат
Сатерленд також відомий як одне з найхолодніших місць у Південній Африці. Сніг тут зимою буває звичайним явищем і йде в середньому по одному дню на місяць у червні, липні та серпні. Середньорічна кількість опадів — 237 мм. Середньорічна температура становить 11,8 °. Найтепліший місяць — січень, коли середня температура становить 17 °С із середнім максимумом 27 °С, а найхолодніший місяць — липень, коли середня температура становить 5 °С із середнім мінімумом −2 °С. Взимку, особливо у червні та липні, температура вранці при ясному небі нерідко знижується до -6 ° C. Найнижча температура, зафіксована в Сатерленді, склала -16,4 ° C (12 липня 2003). Причиною незвичайно холодного для Африки клімату є топографія регіону високо над рівнем моря. Тим не менш, у грудні та січні температура вдень може підніматися до 32 °С.

## Економіка
Основним видом діяльності в області є розведення овець. Баранина з цих місць вважається найкращою у Південній Африці. Останнім часом місто набирає популярності, багато столичних жителів обзаводяться тут нерухомістю або просто приїжджають на відпочинок у вихідні дні та свята. Це дало поштовх розвитку туристичного бізнесу.

## Інтернет-ресурси
- South African Astronomical Observatory website
- Discover Sutherland
- Sutherland Tourism – official website
- Sutherland on www.karoo-southafrica.co.za